# Jochen Patzschke
Jochen Patzschke (* 29. August 1932 in Roßla, Provinz Sachsen; † 7. Juli 2005 in Heinde, Niedersachsen) war ein deutscher Politiker (SPD). Er war von 1970 bis 1994 Mitglied des Niedersächsischen Landtages.
Patzschke besuchte das Gymnasium in Sangerhausen und absolvierte danach ein Studium der Pädagogik in Celle und Osnabrück. Ab 1956 arbeitete er als Lehrer in Heinde bei Hildesheim. Er war Mitglied der Gewerkschaft Erziehung und Wissenschaft, der Arbeiterwohlfahrt und des Reichsbundes. Seit 1962 war er außerdem Mitglied der SPD. Patzschke war erst Ratsherr und ab 1969 auch Bürgermeister der Gemeinde Heinde. Er war vom 21. Juni 1970 bis zum 20. Juni 1994, von der siebten bis zur zwölften Wahlperiode, Abgeordneter des Landtags von Niedersachsen. Für seine Verdienste bekam er das Verdienstkreuz am Bande des Verdienstordens der Bundesrepublik Deutschland verliehen.